# Danielle Williams
Danielle Williams (Saint Andrew, 14 de setembro de 1992) é uma atleta jamaicana, bicampeã mundial dos 100 metros com barreiras.